# Carl von Hänisch

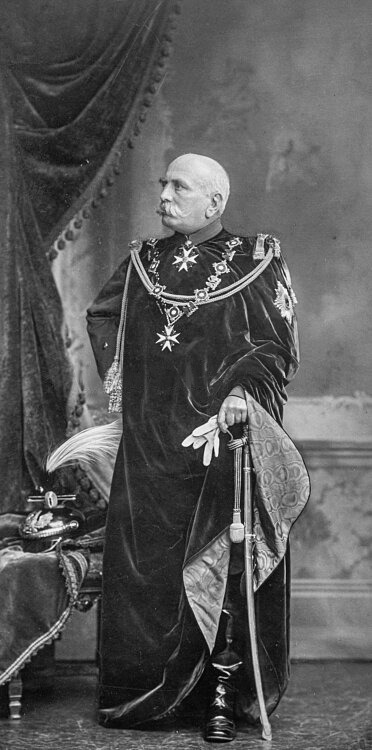
Carl Eduard von Hänisch avec l'ornement du Haut Ordre de l'Aigle noir

Carl Eduard Hänisch, von Hänisch à partir de 1871 (né le 4 janvier 1829 à Ratibor et mort le 5 septembre 1908 à Charlottenbourg), est un général de cavalerie prussien.

## Biographie

### Origine
Il est issu d'une famille de Basse-Silésie documentée depuis 1548 et est le fils du directeur du lycée Eduard Hänisch (1794-1845) et de son épouse Joséphine, née Taistrzik (1803-1883).

### Carrière militaire
Après le lycée de sa ville natale, Hänisch intègre le 16 juillet 1847 le 2e escadron du 2e régiment d'uhlans de l'armée prussienne. Après avoir été promu capitaine en 1863, il est nommé le 3 avril 1866 adjudant de la 10e division d'infanterie. À ce titre, il participe la même année aux batailles de Nachod, Skalitz, Schweinschädel et Sadowa lors de la guerre contre l'Autriche. Après l'accord de paix, Hänisch est adjudant au commandement général du 5e corps d'armée à partir de la mi-septembre 1866, puis rejoint l'état-major du corps fin octobre. En 1867, Hänisch est promu major et en 1869 il est transféré au ministère de la Guerre. Au début de la guerre franco-prussienne de 1870/71, alors que Hänisch voyage vers l'ouest avec le train de la Cour dans l'entourage du roi, il rejoint l'état-major mobile du ministre de la Guerre, avec lequel il participe aux batailles de Saint-Privat, Beaumont, Sedan, au siège de Paris notamment à la sortie de Malmaison devant le fort du Mont Valérien, et à la bataille de Buzenval. Pour ses réalisations, il reçoit la croix de fer de 2e classe. Après que Hänisch ait été élevé à la noblesse héréditaire prussienne à Berlin le 16 juin 1871, il est nommé commandant du 23e régiment de dragons de la Garde en 1872 et promu lieutenant-colonel. En 1874, cependant, il est de nouveau transféré à l'état-major général et nommé chef d'état-major du 8e corps d'armée. En 1881, il est promu major général et en 1882, il est nommé commandant de la 28e brigade de cavalerie.
En 1883, Hänisch démissionne du ministère de la Guerre en tant que directeur du Département général de la guerre, puis devient membre de la Commission de défense de l'État, président de la Commission du Reichsrayon, plénipotentiaire auprès du Conseil fédéral, membre du tribunal impérial disciplinaire des fonctionnaires et en 1884 membre du Conseil d'État prussien. En 1885, il est promu lieutenant général et en 1888, il reçoit le commandement de la division de cavalerie du 15e corps d'armée. En 1889, il est finalement nommé général commandant du 4e corps d'armée et promu général de cavalerie en 1890.
Hänisch est à plusieurs reprises membre de commissions chargées de traiter les problèmes de cavalerie et travaille comme arbitre lors de grandes manœuvres et exercices de troupes pendant plusieurs années à partir de 1883. Le 1er septembre 1897, Hänisch est nommé chef du 2e régiment d'uhlans avec pension.
Il est enterré au cimetière des Invalides de Berlin. Sa pierre tombale et les tombes en surface sont détruites par les autorités de la RDA, mais sont rénovées selon un plan simple par la famille après la chute du communisme en 1989.

### Famille
Hänisch se marie avec Laura von Hippel (1834-1918) le 6 juillet 1856 au manoir de Schwirsen, arrondissement de Marienwerder (de). Elle est la fille du chef forestier et propriétaire foncier prussien Theodor von Hippel et de Klara von Gentzkow (de). Le mariage donne naissance aux enfants suivants :
- Eduard Karl Theodor (1858-1925), lieutenant-colonel prussien marié avec Hedwig Wohgemuth (née en 1864)
- Karl Heinrich (1861-1921), général d'infanterie prussien marié avec Elly Schröder (née en 1862)
- Laura (1865-1953) mariée avec Johannes Simon (de) (1855-1929), lieutenant général prussien
- Anna (1867-1944) mariée avec Konstantin Fritsch (de) (1857-1934), président de l'Office du Reich aux Chemins de fer
- Marie (1868-1953), enseignante
- Elisabeth (1870-1943) mariée avec Ernst von Heynitz (de) (1863-1927), général de division prussien
- Friedrich Karl (1872-1942), avocat

## Récompenses
Le 12 septembre 1896, Hänisch reçoit le Haut Ordre de l'Aigle noir ainsi qu'une lettre manuscrite de l'empereur Guillaume II et la chaîne le 18 janvier 1897. Le 16 juillet 1897, à l'occasion de son 50e anniversaire de service, l'empereur lui décerne les diamants de l'Ordre de l'Aigle noir. Il est également récipiendaire des plus hauts ordres et décorations :
- Grand-Croix de l'ordre d'Albert le 29 avril 1886
- Grand-Croix avec épées de l'ordre d'Henri le Lion le 13 juin 1886
- Grand commandeur de l'ordre bavarois du Mérite militaire le 6 janvier 1887
- Grand-Croix de l'ordre de Dannebrog le 14 avril 1887
- Ordre de la Couronne de fer de 1re classe du 16 juillet 1887
- Grand-Croix de l'ordre de Frédéric le 3 septembre 1887
- Grand-Croix de l'ordre de l'Aigle rouge avec feuilles de chêne et épées le 19 septembre 1891

## Legs militaire
Une partie de son legs militaire se trouve au Musée d'histoire de l'armement de Rastatt (le portrait presque grandeur nature présenté ici) et au Musée militaire de Dresde (pièce maîtresse en argent et cadeaux en argent).